# محوطه شیخ مراد
محوطه باستانی شیخ مراد مربوط به نیمه دوم هزاره اول ق تا سده‌های متاخر دوران‌های تاریخی پس از اسلام است و در شهرستان طوالش، بخش حویق، دهستان چوبر، روستای بالامحله واقع شده و این اثر در تاریخ ۷ اسفند ۱۳۸۶ با شمارهٔ ثبت ۲۱۵۵۵ به‌عنوان یکی از آثار ملی ایران به ثبت رسیده است.